# Harry Potter e a Pedra Filosofal
Harry Potter and the Philosopher's Stone (Brasil e Portugal: Harry Potter e a Pedra Filosofal) o primeiro dos sete livros da série de fantasia Harry Potter, escrita por J. K. Rowling. O livro conta a história de Harry Potter, um órfão criado pelos tios que descobre, em seu décimo primeiro aniversário, que é um bruxo. No romance, são narrados seus primeiros passos na comunidade bruxa, sua entrada na Escola de Magia e Bruxaria de Hogwarts e o início de sua amizade com Ron Weasley e Hermione Granger, os quais o ajudam a enfrentar Lord Voldemort — Lorde das Trevas e assassino dos pais de Harry, que agora procura um objeto lendário conhecido como a pedra filosofal.
Após ter sido rejeitado por diversas editoras, o livro foi publicado no Reino Unido pela editora londrina Bloomsbury em 26 de junho 1997. No Brasil, a editora Rocco comprou-lhe os direitos em 1999, tendo sido publicado em 1.º de janeiro do ano seguinte; em Portugal, entrou em circulação no dia 14 de outubro de 1999 por intermédio da editora Presença. A obra ganhou a maioria das premiações britânicas julgadas por crianças e outros prêmios nos Estados Unidos e alcançou o topo da lista de ficções mais vendidas do The New York Times em agosto de 1999, na qual permaneceu perto da posição durante grande parte de 1999 e 2000. O livro foi traduzido para mais de sessenta línguas diferentes.
Comentários sobre a imaginação, o humor e o estilo literário de Rowling marcaram as críticas favoráveis, embora alguns tenham se queixado que os capítulos finais estejam apressados. A escrita da autora foi comparada com a de Jane Austen, uma de suas escritoras favoritas, Roald Dahl, cujas obras prevaleciam sobre o mundo de histórias infantis até a chegada de Harry Potter, e ao poeta Homero da Grécia Antiga. Enquanto alguns comentaristas diziam que o livro se espelhava a internatos das épocas Vitoriana e Eduardiana, outros achavam que a trama estava firmemente aplicada no mundo moderno por conter problemas ético sociais contemporâneos. Junto com os outros títulos da série, o livro foi criticado por grupos religiosos, levando a sua proibição em alguns países devido a acusações de promoção à bruxaria. No entanto, determinados críticos cristãos defendem-no, alegando que ele exemplifica importantes conceitos valorizados pela doutrina cristã, como o autossacrifício.
A adaptação cinematográfica do livro dirigida por Chris Columbus foi lançada em 2001 e arrecadou mais de 974 milhões de dólares, assegurando sua entrada na lista de filmes de maior bilheteria. Jogos eletrônicos baseados em Harry Potter e a Pedra Filosofal também foram lançados para diversas plataformas, os quais obtiveram críticas favoráveis no geral.

## Trama

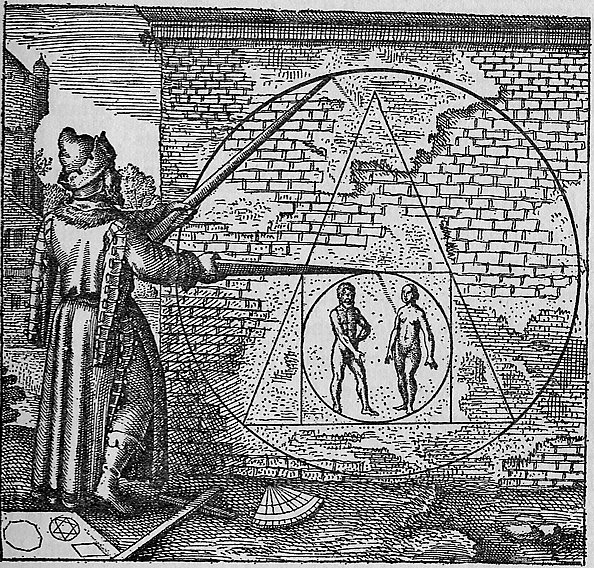
Como sugere o título principal, a trama é centrada em uma substância lendária de um alquimista que acreditava-se fornecer a imortalidade.

Quando bebê, Harry Potter fora deixado na porta de seus tios maternos Petúnia Dursley (irmã mais velha de Lílian) e Válter Dursley. Harry cresceu na casa dos seus tios, que escondiam a verdade sobre sua família. Ao completar onze anos, o garoto começa a receber cartas de um remetente desconhecido, que aumentam de quantidade à medida que seus tios as destroem. Quando finalmente consegue abrir uma delas, Harry descobre que possui poderes mágicos, como os seus pais, e que foi aceito na Escola de Magia e Bruxaria de Hogwarts.
Em seguida, é revelado que os Potter não morreram num acidente de carro, como sempre dito a Harry, mas que foram assassinados por Lorde Voldemort, um dos maiores bruxos das trevas da história. Na noite do suposto acidente, Voldemort matou James e Lílian Potter, porém, ao tentar matar Harry, perdeu sua forma física e deixou uma cicatriz em forma de raio na testa do bebê.
Os Dursley tentam impedir que Harry vá para Hogwarts, até que Rúbeo Hagrid, o guardião das chaves e dos terrenos da escola, aparece e o resgata. Eles compram os materiais escolares necessários no Beco Diagonal, onde o garoto descobre que é famoso dentro da comunidade bruxa por ter sobrevivido a uma tentativa de homicídio. Posteriormente, Harry embarca no trem que o leva até Hogwarts. Ao embarcar, ele conhece Ronald Weasley, um menino ruivo filho de bruxos, e Hermione Granger, uma filha de Muggles (pessoas não-bruxas) com grandes talentos acadêmicos. Os três se tornam amigos e, mais tarde, envolvem-se em uma série de episódios relacionados a um objeto escondido nas profundezas do castelo: a Pedra Filosofal, um artefato mágico capaz de transformar metal em ouro puro e produzir o elixir da vida eterna. Alguns fatos levantam a suspeita nos três garotos de que o professor Severo Snape estava tentando roubar a pedra para entregá-la a Voldemort.
Depois de confirmar que o espírito de Voldemort ronda o castelo e que a pedra se encontra em perigo, Harry, Ron e Hermione alertam os professores, que descartam tal possibilidade pelo fato do objeto estar protegido por várias armadilhas em uma câmara subterrânea. Consequentemente, os três garotos resolvem proteger a pedra sozinhos: atravessam um alçapão guardado por um cérbero e ultrapassam todos os obstáculos que protegem o objeto. Posteriormente, Harry descobre que o professor Quirino Quirrell era quem tentava roubar a pedra desde o início para o bruxo das trevas (que permanecia como um parasita na nuca do professor). Harry consegue pegar a pedra e Quirrell tenta matá-lo, porém é derrotado apenas pelo toque do garoto e morre quando Voldemort abandona seu corpo.[nota 1]
Depois de uma conversa com o diretor da escola, Harry reencontra seus amigos e volta para a casa dos seus tios.

## Personagens
- Harry Potter é um órfão que J. K. Rowling descreveu como "um garoto magricela, de cabelo preto, óculos e que não sabia que era bruxo".[8] Ela desenvolveu a história e os personagens da série para explicar como Harry entrou nesta situação e como sua vida se desenrolou a partir daí.[9] Além do primeiro capítulo, os acontecimentos deste livro ocorrem antes e no ano seguinte do décimo primeiro aniversário de Harry. O ataque de Voldemort deixou uma cicatriz em forma de raio na testa do menino,[9] que produz dores penetrantes quando Voldemort sente alguma emoção forte.[10] Ele tem um talento natural em Quadribol.[11]

- Ron Weasley tem a mesma idade de Harry e Rowling o caracteriza como seu melhor amigo, "sempre está lá quando você precisa dele".[12] Sardento, ruivo e bem alto,[13] cresceu em uma família imensa de sangue-puro e é o sexto de sete filhos.[14] Embora sua família seja muito pobre, vivem confortáveis e felizes.[15] Sua lealdade e bravura no jogo de xadrez de bruxos desempenha um papel vital em encontrar a pedra filosofal.[16]

- Hermione Granger, filha de uma família trouxa,[17] é uma menina mandona que aparentemente havia memorizado a maioria dos livros antes do início do ano letivo.[17][18] Rowling descreveu-a como uma personagem "muito lógica, de caráter e uma boa menina"[19] com "muita insegurança e um grande medo de fracassar".[19] Apesar de seus esforços irritantes em tentar manter Harry e Rony fora de problemas,[20] eles se tornam amigos muito íntimos após terem salvado-a de um trasgo.[21] Suas habilidades mágicas e analíticas desempenham um papel indispensável em encontrar a pedra filosofal. Ela tem um cabelo castanho desgrenhado e os dentes da frente bastante grandes.[22]

O brasão de Hogwarts, escola de magia de Harry.

- Rúbeo Hagrid, um meio-gigante de pouco mais de três metros de altura com cabelos negros emaranhados e barba,[23] foi expulso de Hogwarts quando ainda era aluno e teve sua varinha quebrada ao meio,[24] tendo sido admitido pelo professor Dumbledore como guardião das chaves e dos terrenos de Hogwarts, um trabalho que o permite dar carinho, cuidados e nomes para criaturas mágicas.[25] Hagrid é ferozmente leal a Dumbledore e rapidamente se torna amigo de Harry, Rony e, mais tarde, de Hermione.[26][27]

- Professor Dumbledore, um homem alto, magro, que usa óculos de meia-lua e tem cabelos prateados e uma barba que enfia dentro de seu cinto,[28] é o diretor de Hogwarts e o único bruxo que Voldemort teme.[29][30] Dumbledore tem dificuldade em resistir a doces e um senso de humor caprichoso.[31][32] Embora não se importe com louvor, está ciente de seu próprio brilho.[33] Rowling o descreveu como o "epítome da bondade".[34]

- Draco Malfoy é um menino magro e pálido que fala pausadamente.[28] Se sente superior em Quadribol[35] e despreza quem não é de família bruxa.[35] Seus pais apoiavam Voldemort, porém mudaram de lado após seu sumiço, alegando que tinham sido enfeitiçados.[36] Draco evita confrontos diretos e tenta pegar Harry e seus amigos em confusões.[37][38]

- Quirino Quirrell é professor de Defesa Contra as Artes das Trevas.[39] Gago, trêmulo e pálido,[40] ele usava um turbante para esconder Voldemort, que se encontrava como um parasita na parte de trás de sua cabeça.[41]

- Severo Snape, professor de poções, possui um nariz adunco, cabelos pretos oleosos e um imenso desejo de lecionar Defesa Contra as Artes das Trevas.[42][43][44] Snape elogia os alunos da Sonserina, casa na qual é diretor, e aproveita cada oportunidade para humilhar os outros, especialmente Harry.[45] Vários incidentes, começando com a dor aguda na cicatriz de Harry durante a festa de início do ano, levam o garoto e seus amigos a pensar que Snape é um seguidor de Voldemort.[46] O professor é também diretor da Sonserina.[47]

- Lorde Voldemort é o bruxo sombrio que aterrorizou o mundo mágico na década de 1970 em um conflito conhecido como a Primeira Guerra Bruxa.[48] Seu corpo foi destruído ao lançar uma maldição contra Harry e ser interferido pela mãe do bebê.[49] Posteriormente, utiliza o corpo de Quirrell para pegar a pedra filosofal e, desse modo, alcançar a imortalidade.[50]

## Antecedentes e desenvolvimento

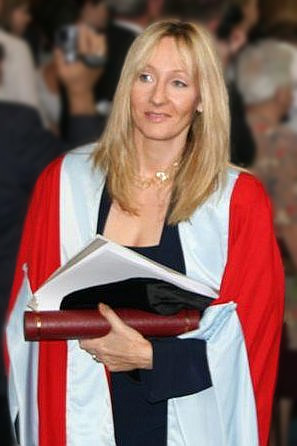
J. K. Rowling é a escritora da série.

A criação de Harry Potter e a Pedra Filosofal está intimamente ligada aos acontecimentos que tiveram lugar na vida da autora a partir de 1990. Naquele ano, ela se mudou para Manchester e, depois de uma semana buscando um apartamento na cidade, retornou para Londres de trem, no qual, como diz, foi onde tudo começou: "Realmente não sei como surgiu a ideia [...] Começou com Harry e então todos os personagens e situações começaram a surgir na minha cabeça." Durante o resto da viagem, ela desenvolveu as ideias em sua mente, já que não tinha como escrevê-las, fato que reconheceu como benéfico para o processo criativo da trama. Nesse fluxo de concepções, apareceram personagens como Rony, Nick quase sem Cabeça, Rúbeo Hagrid e Pirraça, além de Rowling ter decidido que a história seria dividida em sete livros.
Naquela noite, a autora começou a escrever o primeiro livro, o qual levou cinco anos para ser finalizado. Durante esse tempo, ela se dedicou à criação de todo o universo que envolve a história de Harry Potter. Rowling havia escrito os primeiros parágrafos em guardanapos ao longo de uma viagem à Escócia. Posteriormente, continuou a registrar seu livro em uma máquina de escrever.
No final de 1990, sua mãe morreu de esclerose múltipla, circunstância que a autora reconhece como uma profunda influência em sua escrita: isso se sucede no fato de Harry ser órfão e como a morte é tratada em todas as suas obras:
Meus livros lidam em grande parte sobre a morte. Começam com o assassinato dos pais de Harry e com a obsessão de Voldemort em vencer a morte, sua busca pela imortalidade a qualquer preço, a grande conquista de qualquer um que possui a magia. Eu entendo porque Voldemort quer conquistá-la: todos a tememos.
Nove meses depois da morte de sua mãe, Rowling, que havia estudado línguas estrangeiras na Universidade de Exeter, mudou-se para Porto, em Portugal, com intuito de ensinar inglês a alunos de oito a 62 anos. Naquele lugar, escrevia em cafés locais ou na escola. Seis meses mais tarde, a escritora terminou os três primeiros capítulos do livro e conheceu o jornalista Jorge Arantes, com quem se casou e de quem engravidou. No país, escreveu muitos dos aspectos principais do livro, como por exemplo a pedra filosofal, que se tornou um elemento fundamental para o desenvolvimento da trama. Para escrever sobre o objeto, Rowling usou detalhes que aprendera sobre ele em suas aulas de química do ensino médio. Em Portugal, também escreveu o capítulo "O Espelho de Ojesed", que o reconhece como seu favorito. A autora afirmou que a escrita do primeiro capítulo foi difícil, e mencionou que existem muitas versões do mesmo. Em algumas das outras versões, os Potter viviam em uma ilha e os Granger, na costa, que viram Voldemort chegando a Godric's Hollow antes de assassinar os Potter, além da aparição de personagens que foram eliminados completamente da trama. Rowling reconheceu que a versão final do primeiro capítulo não foi uma das melhores que já escreveu, visto que muitas pessoas têm dificuldade em ler. "O problema com o capítulo referido foi, como muitas vezes acontece nos livros de Harry Potter, que tinha de colocar muitas informações e ao mesmo tempo esconder muito mais."
No final de 1993, a escritora retornou ao Reino Unido por conta de seu trabalho e divórcio. Foi viver com a filha na casa de sua irmã e cunhado em Edimburgo, mas mudou-se posteriormente. Ela entrou em depressão, o que lhe causou dificuldades em continuar a escrever; como não conseguia contratar uma babá para sua filha, tudo o que fazia era "duplamente difícil". Com objetivo de dar seguimento à escrita do livro, começou a frequentar o café de seu cunhado, onde podia redigir calmamente com sua filha quando não havia muitos clientes. Desse modo, foi naquele lugar em que se tornou possível conclusão do livro.
Depois de ter concluído seu trabalho em 1996 e digitado duas cópias dele, Rowling escreveu para a Biblioteca Central de Edimburgo a fim de procurar agentes literários. Ela enviou os três primeiros capítulos a um agente, mas ele os rejeitou; então enviou-os para outro. A agência Christopher Little Literary Agents concordou em encontrar uma editora que publicaria o manuscrito. Depois de doze editoras terem rejeitado o livro, a escritora recebeu a aprovação — e um adiantamento de 1.500 libras — de Barry Cunningham em 1996, que trabalhava para uma pequena editora de Londres chamada Bloomsbury Publishing. "[...] recebi uma carta de resposta. Supus que fosse outra carta de rejeição, mas dentro do envelope estava uma carta que dizia: Obrigado, estamos felizes em receber seu manuscrito.". A escritora leu a carta oito vezes e considera a melhor que já recebeu em sua vida. A decisão do diretor foi devido a sua filha, uma menina de oito anos, que leu o primeiro capítulo do livro e quis saber como continuava. A garota disse ao pai que a obra é "muito melhor do que qualquer outra coisa", então ele decidiu publicá-la.
Em uma entrevista para o jornal espanhol El País em 2008, a escritora disse que não havia escrito o livro pensando em um leitor específico: "Eu o chamei de conto de fadas porque o personagem principal era uma criança. Porém sempre foi uma criança que queria fazer mais. E no final é um homem, um jovem, mas um homem. Isto é incomum nos livros infantis: o protagonista cresce."

## Publicação
Após a aprovação do livro, a editora pagou a Rowling 2.500 libras. No entanto, havia uma preocupação com o nome da autora por parte da editora. Little havia percebido que homens não liam ficções escritas por mulheres, então os editores pediram para Rowling adotar um pseudônimo que não mostrasse seu nome completo. Antes da publicação, Rowling adotou o pseudônimo "J. K. Rowling", para ocultar o nome "Joanne". A letra "K" se refere a "Kathleen", o nome de sua avó. A editora inicialmente sugeriu o nome de Harry Potter and the School of Magic (Harry Potter e a Escola de Magia) mas Rowling se opôs, embora a edição francesa do livro tenha sido publicado com esse título (Harry Potter à l'École des sorciers).
Antes de publicar o livro, a Bloomsbury enviou cópias para vários críticos e editores, com o objetivo de reunir algumas opiniões e percepções. Com isso, também procurou algumas críticas que apoiariam a publicação de uma obra de autor desconhecido. Depois de receber elogios, Cunningham contratou Thomas Taylor, um ilustrador também desconhecido, para a edição do livro, devido, em parte, a falta de orçamento. A ilustração da capa permaneceu inalterada em edições posteriores, ao contrário da contra-capa, que mostrava Alvo Dumbledore com uma barba marrom ao invés de uma prata, como é descrita no livro.
Em junho de 1997, a Bloomsbury publicou a Pedra Filosofal com uma impressão inicial de quinhentas cópias em capa dura, das quais trezentas foram distribuídas em bibliotecas. A resposta não foi imediata, mas o livro registrou críticas favoráveis nos jornais The Scotsman e The Glasgow Herald. Antes da publicação inglesa do livro, Christopher Little havia organizado um leilão, com o objetivo de vender os direitos da publicação do livro nos Estados Unidos. Arthur Levine, da Scholastic Corporation, havia lido o livro durante um voo transatlântico e, em abril de 1997, comprou os direitos de publicação do livro na Feira de Livros da Bolonha. Ele pagou 105 milhões de dólares, uma quantidade estimada excessiva para um livro de gênero infantil. Rowling recebeu a notícia três dias depois da publicação britânica do livro. Depois de um longo debate, o título nos Estados Unidos foi mudado para Harry Potter and the Sorcerer's Stone (Harry Potter e a Pedra do Feiticeiro), pois a editora acreditava que a palavra philosopher (filosofal na tradução) daria a impressão de que o livro falava sobre temas filósofos e não teria apelo comercial. Rowling disse mais tarde que se arrependeu desta mudança, e que teria lutado mais para manter o título original se estivesse em uma posição melhor. Philip Nel disse que a mudança perdeu a conexão com a alquimia, e o significado de outros termos alterados na tradução do inglês britânico para o inglês americano mudaram. O livro foi publicado em 1998 nos Estados Unidos, e em outubro do mesmo ano, Rowling fez uma turnê de dez dias no país, dando entrevistas para promover o livro.
Já que as edições do Reino Unido foram lançadas alguns meses antes das publicadas nos Estados Unidos, alguns leitores estadunidenses compararam versões do livro em inglês britânico com o americano através da internet, fato que gerou polêmica. A mesma coisa aconteceu com seu sucessor, Harry Potter e a Câmara Secreta, e por esse motivo a editora Scholastic processou a Amazon.com — um site de vendas na Internet — por não levar em conta os direitos territoriais e, portanto, atuar de forma ilegal.
O primeiro livro é dedicado à primeira filha de Rowling, Jessica, que teve junto com o português Jorge Arantes, com quem foi casada por poucos meses. A sua mãe, Anne Rowling, que morreu de esclerose múltipla em 1990, com 45 anos, depois da luta de uma década contra a doença; a tristeza da morte da mãe foi uma influência nas histórias de Rowling que, em 2010, criou a Clínica de Neurologia Regenerativa Anne Rowling. E a Dianne Rowling, sua única irmã.
Para Jessica, que gosta de histórias,

para Anne, que gostava também,

e para Di, que foi quem ouviu esta primeiro.

### Edições comemorativas
Em janeiro de 2007, a editora Bloomsbury publicou uma nova versão do livro, comemorando o 21.º aniversário da editora, que incluiu uma breve introdução escrita por Rowling. Para marcar o décimo aniversário do lançamento original estadunidense, em maio de 2008 a Scholastic anunciou a criação de uma nova edição do livro, cuja publicação ocorreu em 1.º de outubro de 2008. Para o décimo quinto aniversário dos livros, a Scholastic re-lançou A Pedra Filosofal, juntamente com os outros seis romances da série, com uma nova arte da capa, feita por Kazu Kibuishi em 2013.

## Críticas
O livro recebeu críticas positivas, especialmente no que diz respeito à imaginação, humor, e ao estilo literário de Rowling, embora hajam reclamações que os capítulos finais pareçam apressados. O trabalho foi comparado com textos de Jane Austen (uma das autoras favoritas de Rowling), de Roald Dahl, e com o trabalho do poeta grego Homero: "rápido, simples e direto na expressão". Dan Nosowitz afirmou que o livro retomou temas da era vitoriana e eduardiana e de como é a vida dos ingleses em internatos, enquanto outros disseram que o romance introduz importantes questões relacionadas a sociedade atual.

### Recepção no Reino Unido

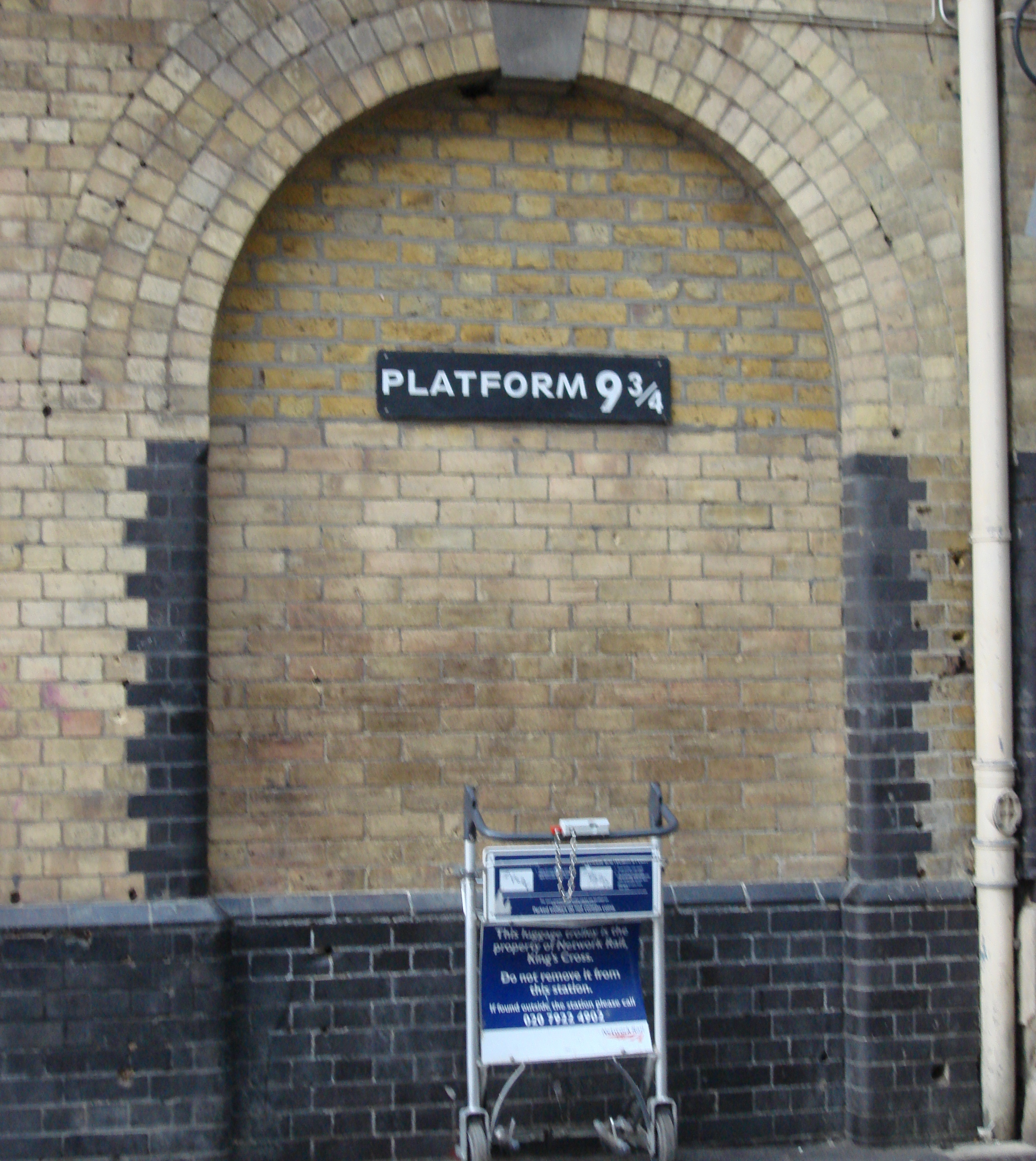
Imitação da fictícia Plataforma 9¾ na estação de King's Cross, com um carrinho de bagagem aparentemente atravessando a parede mágica.

Lindsey Fraser, que forneceu um dos comentários da contra-capa em nome do The Scotsman em 28 de junho de 1997, descreveu Harry Potter e a Pedra Filosofal como "um suspense extremamente divertido" e Rowling como "uma escritora infatil de primeira linha." Outra crítica antecipada, no The Herald, disse: "Difícil encontrar uma criança que despreze o livro." Jornais do exterior da Escócia começaram a notar o livro, recebendo comentários brilhantes no The Guardian, The Sunday Times e The Mail on Sunday, e em setembro de 1997, a Books for Keeps, uma revista especializada em livros infantis, deu ao romace quatro de cinco estrelas. O The Mail on Sunday classificou o livro como "a estreia mais criativa desde Roald Dahl", uma posição defendida pelo jornal The Sunday Times ("as comparações com Dahl são, desta vez, justificadas"), enquanto o The Guardian chamou de "um romance ricamente texturizado que decolou por um humor criativo" e o The Scotsman disse que "tinha todos os ingredientes de um clássico."
Em 1997, a edição do Reino Unido ganhou um National Book Award e uma medalha de ouro na categoria de livros de 9 a 10 anos de idade da Nestlé Smarties Book Prize. O prêmio Smarties, que é julgado por crianças, fez o livro ficar bastante conhecido em apenas seis meses de publicação, enquanto a maioria dos outros livros infantis ficam conhecidos em anos. No ano seguinte, A Pedra Filosofal ganhou quase todos os principais prêmios britânicos que eram julgados por crianças.[nota 2] Ele também foi indicado para prêmios de livros infantis votados por adultos, mas não ganhou nenhum. Sandra Beckett comentou que livros populares entre crianças são considerados como pouco exigentes e que não têm um alto nível literário – por exemplo, a literária citou as obras de Roald Dahl, um dos favoritos das crianças antes do aparecimento dos livros de Rowling. Em 2003, o romance foi listado entre os duzentos melhores livros do Reino Unido, alcançando a 22ª colocação, na pesquisa The Big Read, da BBC.
Harry Potter e a Pedra Filosofal ganhou dois prêmios atribuídos por mérito de vendas, o British Book Awards como Melhor Livro Infantil do Ano e o Booksellers' Association como autor Bestseller do ano. Até março de 1999, as edições britânicas haviam vendido pouco mais de 300 mil cópias, e o livro ainda era o título mais vendido no Reino Unido em dezembro de 2001. Uma edição em Braille foi publicada em maio de 1998 pela Scottish Braille Press.
A Plataforma 9¾, local onde o expresso de Hogwarts deixava Londres, foi homenageado na Estação de King's Cross com um letreiro e um carrinho aparentemente atravessando a parede.

### Recepção nos Estados Unidos

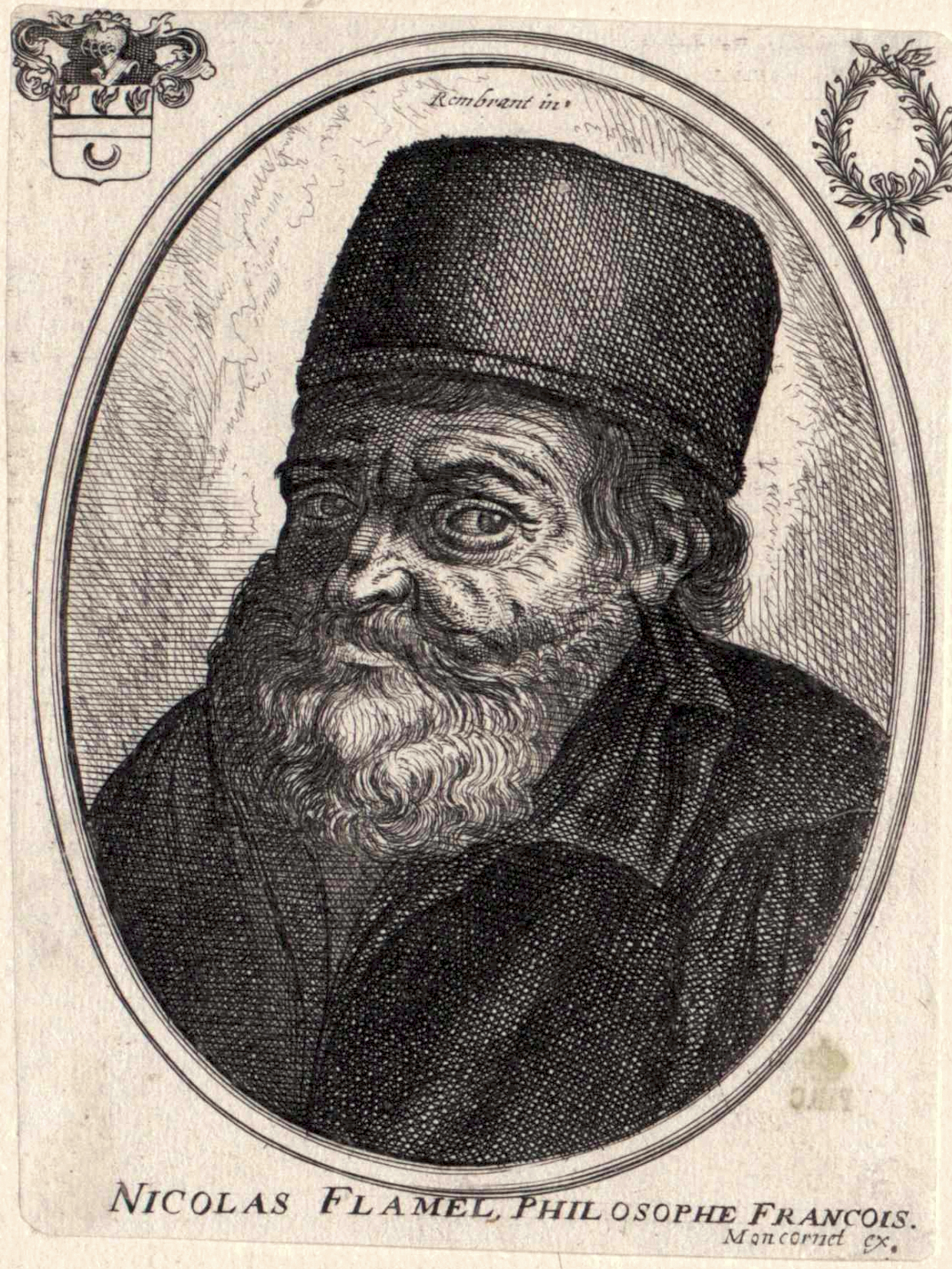
O alquimista Nicolas Flamel é, no livro, o criador da pedra filosofal.

Em primeiro momento, os críticos mais prestigiados ignoraram o livro, largando-o para bibliotecas ou revistas especializadas em críticas de livros, como a Kirkus Reviews e a Booklist. No entanto, menções de especialistas mais importantes, tais como a Cooperative Children's Book Center Choices, que apontaram a complexidade, a profundidade e a consistência do mundo que Rowling construiu, atraíram a atenção de revisores de grandes jornais. Embora o The Boston Globe e Michael Winerip, do The New York Times, tivessem se queixado de que os capítulos finais eram a parte mais fraca do livro, alegando que estes pareciam apressados e apresentavam a falta de desenvolvimento de alguns personagens, eles e a maioria dos outros críticos estadunidenses elogiaram o romance. Um ano depois, o livro foi premiado como "Livro Notável" pela American Library Association, "Melhor Livro de 1998" pela Publishers Weekly, pela Biblioteca Pública de Nova Iorque e pela revista Parenting, e o melhor livro da School Library Journal e da American Library Association para jovens adultos.
Na revista on-line Salon, Christopher Taylor publicou um comentário positivo, no qual dizia que, apesar dos preconceitos que um romance como este poderia sofrer (possivelmente por sua didática ou por sua moral), sua leitura conseguiu superar qualquer expectativa negativa:
Não creio que alguém possa ler 100 páginas de Harry Potter e a Pedra Filosofal sem começar a sentir aquele frio inconfundível que lhe diz que você está em um clássico. [...] Não quero ser condescendente e dizer que ela escreveu um romance infantil maravilhoso; o que ela escreveu foi um romance maravilhoso e ponto. E para aqueles que insistem em dizer que romances devem ensinar uma lição, que a lição de Harry Potter seja a única distinção que vale a pena fazer na literatura: separar os trouxas.
Em agosto de 1999, Harry Potter e a Pedra Filosofal liderou a lista de ficções mais vendidas do The New York Times, e permaneceu no topo pela maior parte de 2000, até que o jornal dividiu sua lista entre seções de crianças e adultos sob pressão de outras editoras que queriam ver seus livros em altas colocações. O Publishers Weekly relatou, em dezembro de 2001, as vendas cumulativas de ficção infantil, colocando a obra em décimo nono lugar dentre os livros de capa dura (mais de cinco milhões de cópias vendidas) e sétima colocação entre brochuras (mais de 6,6 milhões de cópias).
Dos comentários que apareceram no The New York Times em 1999, o jornalista Michael Winerip, escreveu:
Como ocorria com Roald Dahl, Rowling tem esse grande dom em manter as emoções, medos e vitórias de seus personagens em uma escala humana, mesmo quando o sobrenatural aparece em todos os lados.
O redator também comentou sobre o humor malicioso da autora; embora, na sua opinião, o livro tenha falhado nos últimos capítulos no que diz respeito ao desenvolvimento de alguns personagens. Outra opinião, assinada por Pico Lyer, fala sobre o curioso efeito produzido quando um livro tão imbuído nas tradições literárias inglesas chegava a uma cultura tão diferente como a dos Estados Unidos. Nesses casos, na cultura original é percebido um certo grau de realismo ou mundanismo que se volta a algo exótico, fato encontrado em um ponto de comparação entre A Pedra Filosofal e Cem Anos de Solidão, de Gabriel García Márquez.
Apesar de ter recebido tantas críticas positivas, o teórico literário Harold Bloom desaprovou o livro em julgamentos feitos no Wall Street Journal, em novembro de 2000. Ele disse, entre outras coisas, que o livro não tinha uma boa escrita e que também sofria de problemas como a falta de imaginação e a dívida com obras anteriores da literatura inglesa. Ao mesmo tempo, comparou Rowling com outros escritores como Stephen King, John Grisham ou Tom Clancy, que registraram grandes índices de vendas, mas que, em sua opinião, carecem de talento.

### Recepção no Brasil
No país, o livro foi lançado pela Editora Rocco em 1.º de janeiro de 2000, sob o título Harry Potter e a Pedra Filosofal; em Portugal, recebeu o mesmo título. Ele angariou uma média de 4.5 de 5 baseada em 87 744 análises recolhida no Skoob.
Em 2014, Pedro Bandeira fez-lhe um comentário positivo à Veja: "O livro merece o sucesso mundial que obteve. Não será diferente no Brasil. Nós, autores brasileiros de literatura para jovens, devemos dar a mão à palmatória: a senhora Rowling conhece o caminho das pedras." Frini Georgakopoulos, do Almanaque Virtual, disse que "a narrativa tem ótimo ritmo e detalhes o suficiente para enriquecer a história, mas não para deixá-la arrastada". O The Acrobat, por sua vez, comentou que, por ser um livro pequeno, "impressiona a maneira rápida como J.K. Rowling conduz os acontecimentos, fazendo com que a leitura, além de divertida, seja bem leve".

## Oposições religiosas

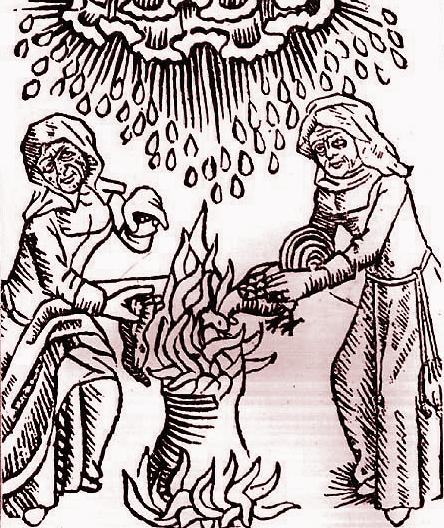
Alguns grupos religiosos têm argumentado que os livros de Harry Potter incentivam a praticar a bruxaria.

O livro Harry Potter e a Pedra Filosofal, junto com toda a série, têm sido vítima de conflitos causados por diferentes grupos religiosos sob acusações de que os livros contêm textos satânicos que promovem a bruxaria. Nancy Flanagan Knapp, buscando elementos que poderiam ser interpretados como apologia a bruxaria, concluiu que as aulas de poções dadas por Severo Snape poderiam ser interpretadas como um exemplo para sustentar as acusações acima, ou que simplesmente se assemelhavam a uma habitual aula de química ao invés de rituais esotéricos. De acordo com a American Library Association (ALA), o livro foi classificado como um dos mais contestados do século XXI. Conjuntamente, alguns cidadãos do Novo México organizaram um evento para queimar todos os livros da série, alegando que as histórias ensinam bruxaria, satanismo e ocultismo.
A inclusão dos livros nas escolas e bibliotecas públicas tem sido frequentemente contestada por seu enfoque sobre a magia, particularmente nos Estados Unidos, onde foi classificado como o sétimo livro mais contestado em bibliotecas americanas entre 1990 e 2000, apesar de só ter sido publicado inicialmente nos Estados Unidos em 1998. Em 1999, os livros da série receberam 23 reclamações vindas de 13 estados. Em 2002, na cidade de York, Pensilvânia, Deb DiEugenio, uma mãe local, juntamente com o seu pastor, tentou proibir os livros de serem lidos na escola de sua filha. "É contra a índole da minha filha, é demoníaco, é bruxaria", disse Deb DiEugenio. A mãe de um outro aluno da sexta série que estudava na Eastern York School District também criticou o livro: "Não estou pagando impostos para que ensinem bruxaria ao meu filho". Em outro caso, o pastor Tony Leanz afirmou que Harry Potter promovia a religião Wicca e, tendo o romance como um livro com um conteúdo religioso utilizado em instituições públicas, ele argumentou que violava a separação entre Estado e Igreja. Em 2007, o Catholic World Report criticou o protagonista dos romances por não obedecer as regras e não mostrar respeito a autoridades, e considerou que a série misturava o mundo mágico com o mundo real, classificando como "uma rejeição fundamental da ordem divina da criação".
No ano de 2003, Gabriele Kuby publicou um livro intitulado Harry Potter: O Bem ou o Mal, onde escreveu que "os livros de Harry Potter corrompem os corações dos jovens, dificultando o desenvolvimento de um sentimento bem ordenado do bem e do mal, e, portanto, prejudica seu relacionamento com Deus enquanto ainda está sendo desenvolvido". Em 2005, o cardeal Joseph Ratzinger (que posteriormente se tornou Papa Bento XVI) recebeu uma cópia do manuscrito de Kuby. Antes de se tornar Papa, Ratzinger (que um tempo antes havia sido prefeito da Congregação para a Doutrina da Fé) disse que os romances são uma influência potencialmente prejudicial para as crianças, e disse que elas tinham "seduções sutis, que agem despercebidas e que dessa forma distorcem profundamente o cristianismo na alma antes de poder se desenvolver corretamente". Um tempo depois, deu a permissão para a publicação da carta onde ele expressa esta opinião. No entanto, Peter Fleetwood, um sacerdote britânico que ajudou a redigir um documento oficial sobre os fenômenos da Nova Era em 2003, mencionou que as histórias de Harry Potter são morais que ensinam as crianças a importância de fazer sacrifícios para vencer o mal, "não são maus e não lutam contra a ideologia cristã", declarou o sacerdote.
As respostas de outros grupos religiosos foram positivas. Rowling mencionou que seus livros "foram atacados a partir de uma perspectiva teológica, mas [também] tem sido elogiados e mencionados nos púlpitos" e para ela, "o que é mais interessante e gratificante é ver que várias religiões diferentes têm feito isso". A autora também observou que os livros não são "exclusivamente" cristãos e que nunca tentou escrever uma alegoria, como C. S. Lewis com As Crônicas de Nárnia. Emily Griesinger escreveu que a literatura de gênero fantástico ajuda crianças a lidar com a realidade. Segundo ela, A Pedra Filosofal descreve os primeiros passos de Harry na Plataforma 9¾ como um pedido de fé e esperança e quando o garoto se encontra com o Chapéu Seletor como a primeira de muitas ocasiões em que está determinado pelas decisões que toma. Griesinger disse que o sacrifício da mãe de Harry era a forma de "magia mais profunda" que, acima da "magia tecnológica" também presente no romance, era capaz de vencer tudo, e isso é o que "a fome de poder de Voldemort não entende".

## Análise

### Estrutura
O romance opera através da clássica estrutura de três atos: uma introdução no mundo dos trouxas, o desenvolvimento na escola e depois o retorno ao mundo de que veio. Essa estrutura simples, que aparece em quase todos os livros da série, ajuda a criar uma sensação de familiaridade com o texto. Inicialmente, o fio da trama é a viagem iniciática de Harry a Hogwarts e o processo de autoconhecimento que o protagonista atravessa, posteriormente tornando a intriga em torno da pedra filosofal o eixo do livro. Segundo Julia Eccleshare, Rowling usa o mecanismo de busca como um motor dramático, um princípio estrutural e uma maneira de caracterizar moralmente os personagens envolvidos nele. Polly Shullman comentou sobre a estrutura do livro: "O primeiro livro tem uma trajetória dramática simples: Harry sabe quem são os bons e os maus, mas no final, está errado."

### Temas
Segundo a autora, o tema principal do livro, desde o começo da obra, é a morte. No primeiro capítulo do livro é anunciado a morte dos Potter e, a partir desse momento, a fatalidade ronda o protagonista. A trama em torno da pedra filosofal é motivada pela ganância de Voldemort, que deseja ser imortal através do elixir da vida. "A questão da imortalidade está quase sempre presente na obra de J. K. Rowling. Todo o primeiro livro gira em torno do desejo de Voldemort em conseguir a pedra [...]", comentou David Colbert.
O auto sacrifício motivado pelo amor também é outro tema central neste livro e em toda a saga, de acordo com Daniel Mitchell. O amor é a força que pode deter o poder de Voldemort, já que ele desconhece a forma e o poder que opera. Além disso, Mitchell vê certas ressonâncias cristãs no sacrifício de Lílian Potter em salvar a vida de seu único filho, o que é repetido com outros personagens, como Dumbledore e Dobby ao longo da série.
De acordo com Gwen Tarbox, A Pedra Filosofal também aborda a questão das relações entre crianças e adultos, com base no conceito de "inocência infantil" derivado do Iluminismo. Este conceito determina que uma criança "inocente" é aquela que ignora certos fatos. De acordo com a análise de Tarbox, instaura-se uma relação entre Harry e Dumbledore com base na posse do conhecimento fornecido pelo segundo ao primeiro, relação que atinge seu ponto máximo em Harry Potter e a Ordem da Fênix.
O poder e a tentação por este constituem outro tema central. Alan Jacobs salientou que a magia, tal como Rowling a descreve, funciona como uma metáfora sobre o papel que a tecnologia desempenha no mundo real e que seu domínio é de aprendê-la através do estudo. Personagens como Voldemort mostram uma ambição de conseguir tal magia, o que os fazem mudar para o lado das trevas. Scott argumenta que Harry enfrenta as promessas de poder e grandeza quando escolhe não fazer parte da Sonserina, mas alega que o rapaz terá uma inevitável tentação pelo poder em outras ocasiões. Shullman, pelo contrario, acha que Harry não tem esse tipo de dúvidas, mas suas tentações têm mais a ver com a saudade de entes queridos, e sua relação com o espelho de Ojesed comprova isso.

### Intertextualidade e influências
Tem-se observado que a saga Harry Potter — e A Pedra Filosofal em particular — tem semelhanças estilísticas, temáticas e narrativas com outros trabalhos que a precederam tanto na literatura inglesa como na produção literária em outros países. Estas relações intertextuais (categoria proposta por Julia Kristeva, com base no trabalho de Mikhail Bakhtin), como apontam a maioria dos especialistas, manifesta-se na obra de Rowling através da reelaboração das situações, personagens e ideias. A propósito destas reelaborações, Blasina Cantizano Márquez, professora da Universidade de Almería, disse:
Conscientemente ou não, Rowling leva os melhores ingredientes da literatura juvenil em inglês para criar personagens e histórias elaboradas que cativam o leitor, (...) é precisamente por causa desta habilidade sintetizadora e recreadora que agradecemos a contribuição de Rowling à literatura de fantasia contemporânea.— Blasina Cantizano Márquez

#### Conto de fadas
Tomando em conta as investigações que o psicólogo infantil Bruno Bettelheim e o historiador Joseph Campbell efetuaram aplicando categorias psicanalíticas em análises de relatos folclóricos, eles apontaram que Harry Potter reformula arquétipos carregados com significados profundos. Em The Uses of Enchantment, Bettelheim disse que o conto de fadas era o único tipo de relato infantil do qual se podiam inferir soluções para os principais problemas da humanidade. Richard Bernstein, de acordo com um psicólogo austríaco, afirmou que,f se visto do ponto de vista dos leitores infantis, A Pedra Filosofal expressa os terrores da infância, o que o torna atraente para os leitores. O texto reflete o medo da crueldade paterna e a competência com os irmãos através da relação de Harry com os Dursley. Esse vínculo familiar torna o texto semelhante ao conto da "Cinderela". O romance também reflete a angústia que surgiu com abandono ou o desaparecimento dos pais (como no conto "João e Maria") e as inseguranças antes das mudanças e das adaptações que o protagonista tem que passar, por exemplo, ao ingressar em Hogwarts. Outro patrimônio destas histórias é a clara distinção entre as figuras parentais (os Potter) e as figuras de pais hostis e substitutos (os Dursley). No entanto, o protagonista se diferencia dos personagens centrais nestas histórias, já que Harry não costuma pedir ajuda de qualquer pessoa e resolve seus problemas por si mesmo. Outra diferença é dada com um elemento muito comum na tradição do conto de fadas: o espelho. Enquanto na maioria destas histórias o espelho é um elemento perturbador ou a porta de entrada para outros mundos, no texto de Rowling é um elemento que permite a catarse e o fortalecimento da personalidade.

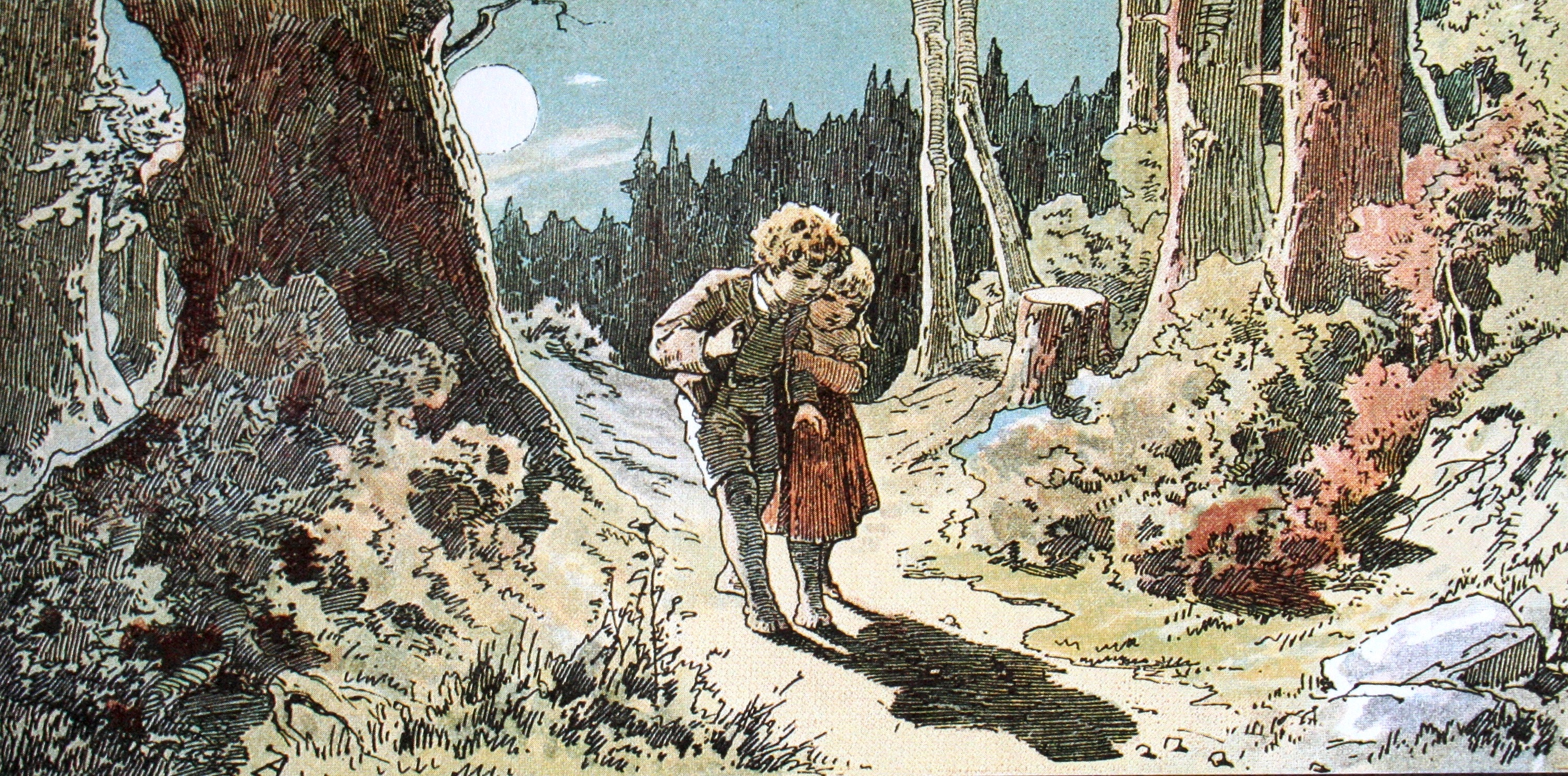
"João e Maria", um dos muitos contos de fadas que reformula Harry Potter.

A nível estrutural, Harry Potter e a Pedra Filosofal também se relaciona com os contos de fadas por ter um final feliz — condição sine qua non para este tipo de narrações — que vem após uma série de obstáculos ultrapassados. "Moralidade não é o assunto destas histórias", afirmou Bettelheim, "mas, em vez disso, a segurança de que se pode seguir em frente". Outra característica estrutural, relacionada com as histórias acima, é a repetição de cenários e situações que A Pedra Filosofal instaura em quase toda a saga. Colbert, apoiado em teorias estruturais expressadas por Campbell sobre The Hero With a Thousand Faces, observou que o início de cada história no subúrbio de Little Whinging com os Dursley e, mais tarde, o retorno para o "mundo real" (depois das aventuras em Hogwarts) está relacionado com o carácter clínico que Campbell atribuiu a todos os contos folclóricos e ao papel de Harry como a personificação de um arquétipo heroico, executado em obras como a Odisseia e Guerra nas Estrelas.

#### Romance ambientado em escolas ebildungsroman
Cantizano Márquez disse que a série é influenciada pela literatura realista que teve seu apogeu na Inglaterra durante a era vitoriana. Para a pesquisadora, essas influências podem ser vistas no fato de que o enredo do romance acontece em etapas que o leitor pode reconhecer como cotidianos (uma escola, os subúrbios, Londres, etc.). A presença de Hogwarts relaciona o romance com o subgênero de contos ambientados em escolas. Entre estes, os antecessores que mais tem sido relacionados com o trabalho de Rowling são David Copperfield, de Charles Dickens e Os Dias de Escola de Tom Brown, escrito por Thomas Hughes, romance que alguns classificam como o antecedente direto e não-mágico de Harry Potter. Mais semelhanças também foram encontradas entre Charmed Life, de Diana Wynne Jones, e The Worst Witch, por Jill Murphy, histórias em que aparecem escolas de magia. Além disso, existem grandes semelhanças na descrição de Hogwarts com os romances de Murphy e sua possível localização na Escócia. Na verdade, foi verificado que são precisamente os elementos dos internatos britânicos que fazem Harry Potter realmente parecer uma ficção (tirando o fato da magia) nos Estados Unidos, já que o país não possuí uma tradição escolar deste tipo.

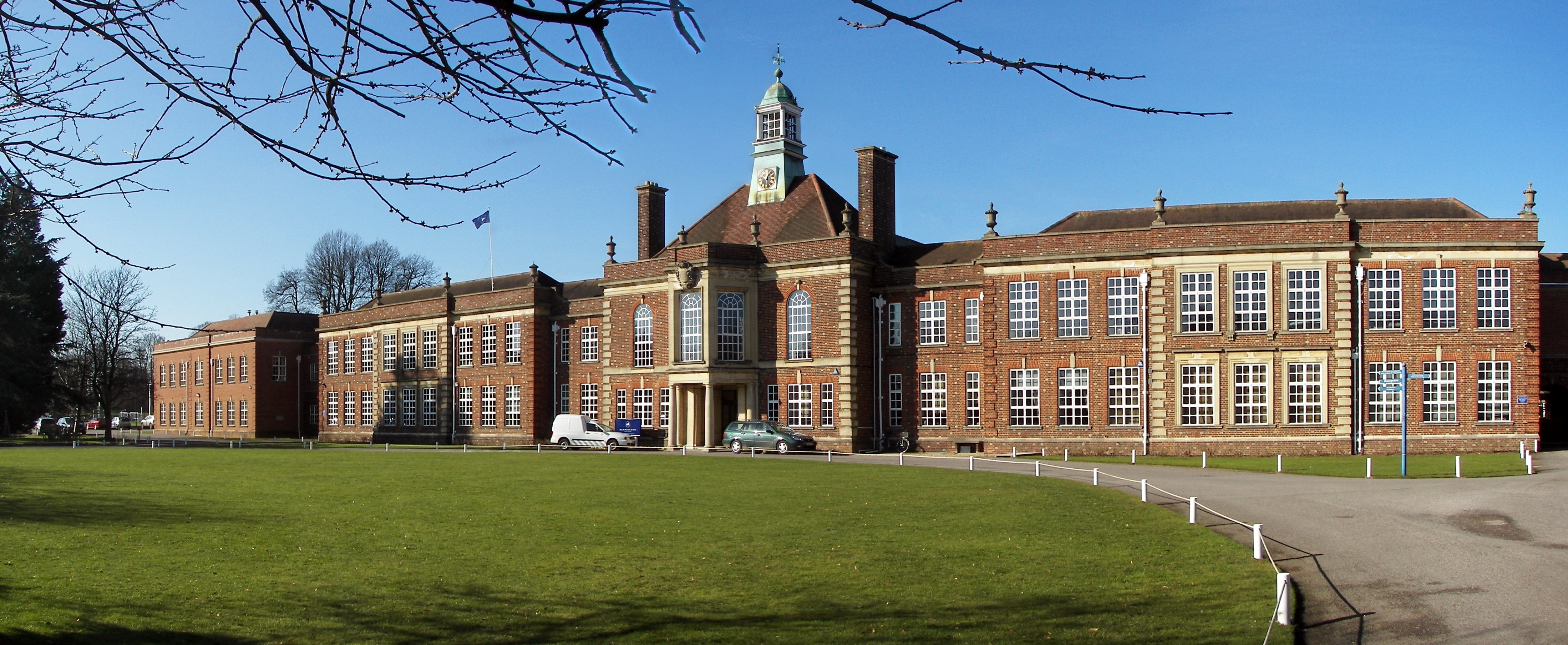
As obras literárias estabelecidas em internatos britânicos influenciaram a obra de J. K. Rowling

A tradição do romance ambientado em internatos com o qual Rowling se conecta explora questões como a rivalidade, cerimônias de iniciação, amizades e relacionamentos com a autoridade e com os esportes escolares. Robert Kirkpatrick disse que os romances de Rowling levam até o extremo das possibilidades deste subgênero, e Kelly O'Brien disse que o romance subverte diretamente as regras do mesmo, já que existe um personagem feminino como Hermione, que está na mesma altura dos outros protagonistas, um fato atípico, visto que essas histórias não costumam dar muito espaço para personagens femininos. Pico Iyer, por sua vez, estabeleceu numerosas semelhanças entre Hogwarts e o Dragon School, em Oxford, escola que estudou quando jovem.
A Pedra Filosofal também estabelece, no ciclo de livros, as características do gênero bildungsroman, uma vez que, juntamente com a tradição de ficções ambientadas em escolas, toda a saga segue o processo evolutivo de Harry, que passou da infância à adolescência ao longo da série. Neste sentido, o romance pode estar relacionado com uma saga iniciada por A Wizard of Earthsea, de Ursula K. Le Guin e Wise Child, de Monica Furlong, livros que lidam com a educação de um protagonista bruxo. Além disso, a série Harry Potter oferece também um buildgunsroman dos coprotagonistas Rony e Hermione, detalhe incomum no gênero. No entanto, a principal diferença na série Harry Potter para com muitos desses expoentes é que a formação do protagonista ocorre, não só em uma maneira pessoal (geralmente sob a tutela de um mentor sábio, como é o caso de Dumbledore), mas é complementada com a situação escolar, onde um professor instrui muitos alunos simultaneamente.

#### Cosmovisão
Rowling não idealizou o mundo em que seus livros decorrem, adotando o modelo high fantasy de Tolkien e Le Guin. A trama de seus livros não tem lugar em um universo alternativo e completamente separado do mundo real, ao contrário, o mundo de Harry Potter existe no mundo considerado "real" e tem contatos com ele em várias ocasiões. Visto através de Hogwarts, o cenário criado por Rowling se mostra mutável e em constante mudança, ao contrário das realidades estabelecidas nas obras dos autores acima.
Este, como foi falado, facilita ao leitor a suspensão de descrença e sua entrada ao mundo que propõe o livro, já que fornecem pontos de referência na realidade conhecida. O livro começa na moderna cidade de Londres e tudo que diz respeito à comunidade mágica coexiste de forma oculta em vista dos não-mágicos. Esta "realidade oculta" tem uma organização geopolítica, educacional e econômica, outros pontos de referência para o leitor. No mundo de Harry Potter, magia não pode resolver todos os problemas. Baseado nisso, Tom Morris escreveu que os problemas que aparecem no romance raramente são resolvidos por magia, mas por uma combinação de diferentes virtudes clássicas humanas.
Ele também disse que a Inglaterra descrita por Rowling é puramente literária, pois preserva as características essenciais da imagem eduardiana do país, que aparece com frequência na literatura infantil nacional.

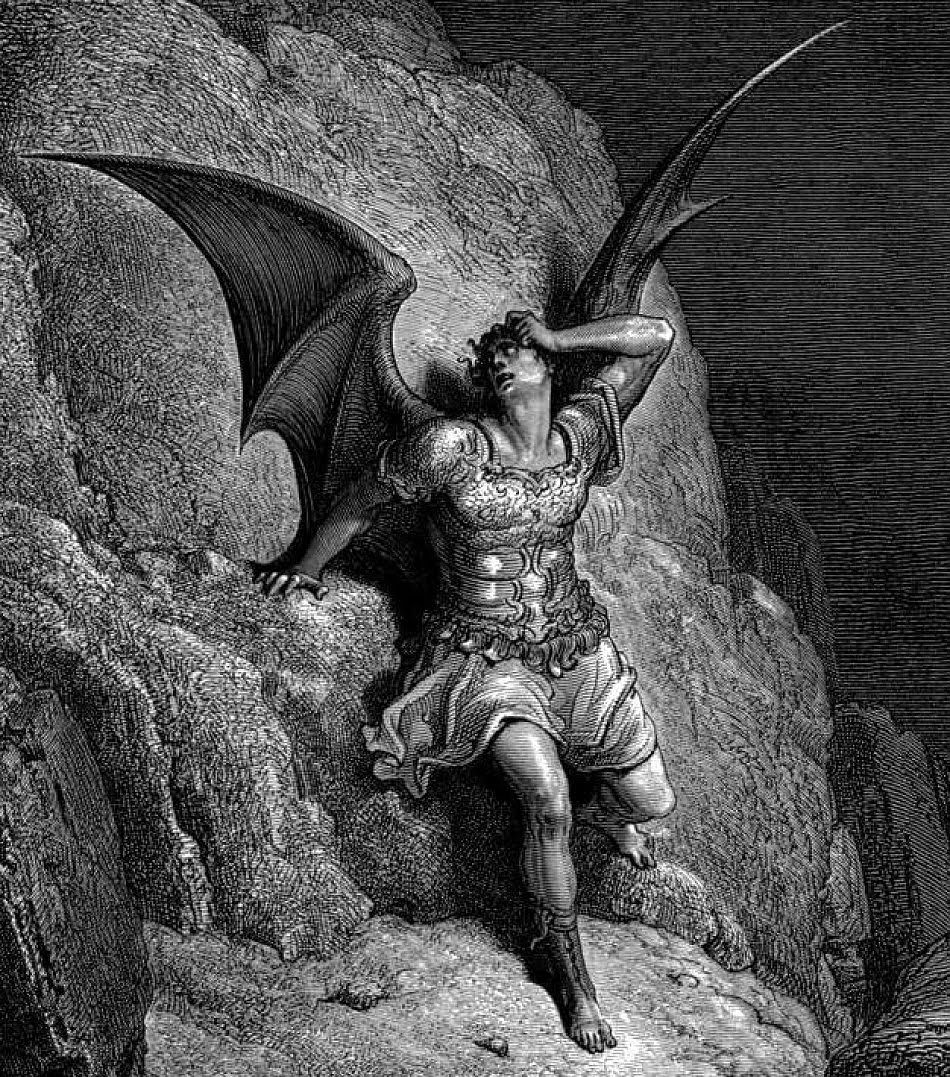
Lorde Voldemort tem características semelhantes às de Satanás em Paraíso Perdido.

#### Personagens
Nos personagens de Rowling se percebem vários aspectos que os relacionam com as criações de outros autores. No caso de Harry, por exemplo, Colbert observou as muitas semelhanças com outros heróis literários. Outros pesquisadores notaram semelhanças mais específicas com heróis como Rei Arthur, pois, como este, Harry é um "príncipe despossuído" que desconhece sua linhagem. Quanto a sua condição de órfão, várias fontes foram identificadas: Philip Nel disse que Harry tem muitas semelhanças com o protagonista de Oliver Twist, mas ainda mais com James Trotter, o personagem central de James e o Pêssego Gigante, já que ambos foram criados por tios que os forçavam a viver em lugares pequenos.
Em outros personagens do romance, características intertextuais também são vistas: Voldemort representa, na obra de Rowling, o que a figura de Satanás representa no Paraíso Perdido, de John Milton, um ser que escolheu o lado escuro por conta de seu desejo por poder. Dumbledore encarna a figura do sábio e também mago Gandalf, de Tolkien. Os Dursley se parecem, em termos de sua função repressiva, posição periférica e ideologia, com os Wormwood, que mortificavam a protagonista de Matilda, também de Dahl.

## Impacto cultural

### Prêmios e indicações
Na sequência da publicação e recepção da crítica, o livro ganhou vários prêmios literários no mundo anglo-saxônico. Entre os prêmios recebidos em território britânico, destacam-se o National Book Award, atribuído em 1997. Nesse mesmo ano, a Youth Libraries Group homenageou J. K. Rowling com uma medalha de ouro do prêmio Nestlé Smarties Book Prize, que elegeu A Pedra Filosofal como o melhor romance indicado para a faixa de 9 a 11 anos, ultrapassando os livros de Philip Pullman e de Henrietta Branford. Para Julia Eccleshare, o prêmio definiu a popularidade do livro, já que, segundo afirma, além de ter sido pré-selecionado por um júri composto de críticos, ilustradores e escritores, o resultado final dependeu da votação de crianças, um forte indicador para a aceitação do livro. Também ganhou, em 1998, a maioria dos prêmios literários em que crianças são juradas, como o Children’s Book Award, o Young Telegraph Paperback of the Year Award, o Birmingham Cable Children’s Book Award e o Sheffield’s Children Book Award. Além disso, A Pedra Filosofal chegou a ser nomeado para o Carnegie Medal e para o Guardian’s Children Book Prize, ambos prêmios elegidos por adultos. Outros prêmios foram entregues ao livro por seu desempenho comercial na indústria literária, como o British Book Awards na categoria de Melhor Livro Infantil do Ano e de Melhor Autor do Ano, entregue pela Bookseller’s Association.
Nos Estados Unidos, o livro foi indicado para a categoria de Melhor Livro do Ano na ALA Notable Book e Publishers Weekly, ambos em 1998. O romance não ganhou nenhuma dessas indicações, porém a revista Parenting Magazine e a Biblioteca Pública de Nova Iorque premiaram o livro como Melhor Livro do Ano em 1998. Outros prêmios atribuídos foram os de Melhor Livro do Ano pela School Library Journal e um American Library Association na categoria de Livro Notável e Melhor Livro para Jovens-Adultos.

### Impacto em diversas disciplinas
Em 1986, especialistas na área da educação descobriram que a alfabetização das crianças está diretamente relacionada com o número de palavras lidas por ano. Também foi observado que as crianças leem muito mais quando encontram um material de que gostam. Nancy Knapp Flanagan disse que o romance tem todas as características de um livro que incentiva a leitura. Além disso, uma pesquisa realizada pelo The New York Times em 2001 descobriu que quase sessenta por cento das crianças americanas com idade entre 6 a 17 anos leram pelo menos um livro de Harry Potter e, deste grupo, pelo menos cinquenta por cento leram A Pedra Filosofal. Estudos realizados em outros países, como a África do Sul e a Índia, revelaram que crianças de diferentes nações se entusiasmam com a série. Dado que os livros da série são demasiado longos, Knapp estimou que uma criança que leu os quatro primeiros romances da séries pelo menos uma vez, leu quatro vezes mais o número de páginas de textos escolares lidos em um ano.
No que diz respeito ao ensino no campo da psicologia educacional, Jennifer Conn contrastou a experiência na sua área de ensino demonstrando o método intimidador do personagem Severo Snape para com seus alunos com o método de Madame Hooch, treinadora da equipe de Quadribol, no ensino de habilidades físicas, como dividir ações complexas em sequências simples para ajudar os alunos a evitarem erros comuns. Joyce Fields comentou que os livros ilustram quatro dos cinco principais temas da sociologia: "conceitos sociológicos como cultura, sociedade e socialização, estratificação e desigualdade social, instituições sociais e teoria social."
No site oficial da CNN foi publicado um artigo que dizia que Harry Potter é um livro usado em diversas universidades. Danielle Tumminio, formada na Universidade Yale, deu uma palestra chamada "Teologia Cristã e Harry Potter", onde os alunos examinaram questões relacionadas ao cristianismo, como o pecado, o mal e a ressurreição presentes na série.
O Espelho de Ojesed, que mostra ao observador o que ele mais deseja, tem sido usado como uma metáfora sobre como a publicidade farmacêutica explora o entusiasmo dos médicos em salvar vidas e acabar com o sofrimento. Stephen Brown observou que os primeiros livros de Harry Potter, especialmente A Pedra Filosofal, foram grandes sucessos, apesar da insuficiente e mal-organizada campanha promocional, e aconselhou os executivos de marketing a se preocuparem menos com análises estatísticas rigorosas e com "o planejamento, a execução e o controle" do modelo de gestão, mas sim que considerassem as histórias de Harry Potter como "uma masterclass de comercialização cheia de produtos atrativos". Como resultado, a fabricante de brinquedos Hasbro lançou em 2001 sob licença, uma versão real de cada Bertie Bott's Every Flavour Beans (Feijõezinhos de todos os Sabores), doces fictícios da séries.

### Explicações sobre o sucesso deHarry Potter
Dado o sucesso sem precedentes do livro, surgiram diferentes explicações que tentaram esclarecer a razão deste fenômeno. A variedade de explanações é extensa, já que algumas delas recorrem ao contexto socioeconômico e cultural, outras prestam atenção nas operações de mercadologia que acompanharam a publicação dos livros, e um terceiro grupo procura justificativa no tipo de material da tradição literária que Rowling trabalha, assim como outras características intrínsecas da obra.
Zack Snipes acredita que o sucesso do livro foi devido a uma forte campanha de comercialização. Andrew Blake disse em A Irresistível Ascensão de Harry Potter que o sucesso da série de livros não poderia ser explicada simplesmente recorrendo a uma campanha de marketing como exegese do fenômeno. "Isso não explica como um livro infantil que foi publicado inicialmente com 500 cópias [...] ganhou a atenção do mundo inteiro, mas sim, em primeiro lugar, por que, não só esse livro, mas também toda a série, é muito atrativa para adultos." O sucesso dos livros estava antes relacionado com a forma em que Rowling impactou seu livro em um contexto político e cultural específico. Quanto ao primeiro, a Inglaterra estava passando por um momento crucial quando o livro apareceu: o país estava redefinindo sua atitude em relação à globalização e uma mudança estava ocorrendo no paradigma cultural britânico. Devido a isso, Harry Potter veio em meio a uma cena literária dominada pelo politicamente correto.
Outras posturas mais imanentistas analisaram que características do texto provocam a fascinação do livro. Algumas pessoas, como Anne Hiebert Alton, determinaram que a fusão de diferentes gêneros e temas constituiu uma atração para os leitores. Peter Appelbaum, por outro lado, afirmou que o interesse que o livro desperta tem a ver com a apresentação da magia como tecnologia de consumo. Para o especialista Christian Daniel Mitchell, a suposta atração por bruxaria que gerariam os livros não é o suficiente para explicar o sucesso, mas pelas características do texto: como o protagonista que encarna o arquétipo do órfão indefeso cria empatia com o leitor, ele opina. Na opinião de Gwen Tarbox, o épico confronto entre Harry e Voldemort não é suficiente para explicar a popularidade dos livros; para ela, o apelo da série encontra-se na constante luta do protagonista para se desviar da inocência e da ignorância.

## Traduções
Estima-se que, em 2008, a série de livros já havia vendido mais de 390 milhões de cópias e já havia sido traduzida para mais de 65 idiomas diferentes, sendo o primeiro livro o mais traduzido de toda a série.
Além das línguas oficialmente faladas hoje, a editora Bloomsbury publicou traduções em latim clássico (sob o nome Harrius Potter et Philosophi Lapis) e grego antigo, a fim de incentivar o estudo de línguas clássicas. Cabe destacar que este é o texto mais longo publicado em grego antigo e o primeiro clássico da literatura infantil traduzido ao idioma. A tradução grega foi feita pelo pesquisador Andrew Wilson, e sua tradução foi descrita como "uma das mais importantes peças de prosa em grego antigo já escrita em muitos séculos". A tradução latina, por outro lado, foi feita por Peter Needham. O tradutor renomeou o nome do protagonista da saga com base no nome "Arrius", que aparece em um poema de Caio Valério Cátulo.
Nas edições da saga em português, no Brasil, estiveram a cargo da editora Rocco; em Portugal, da editora Presença. A tradutora Lia Wyler se encarregou de traduzir Harry Potter e a Pedra Filosofal no Brasil, e Isabel Fraga em Portugal.

## Adaptações

### Filme

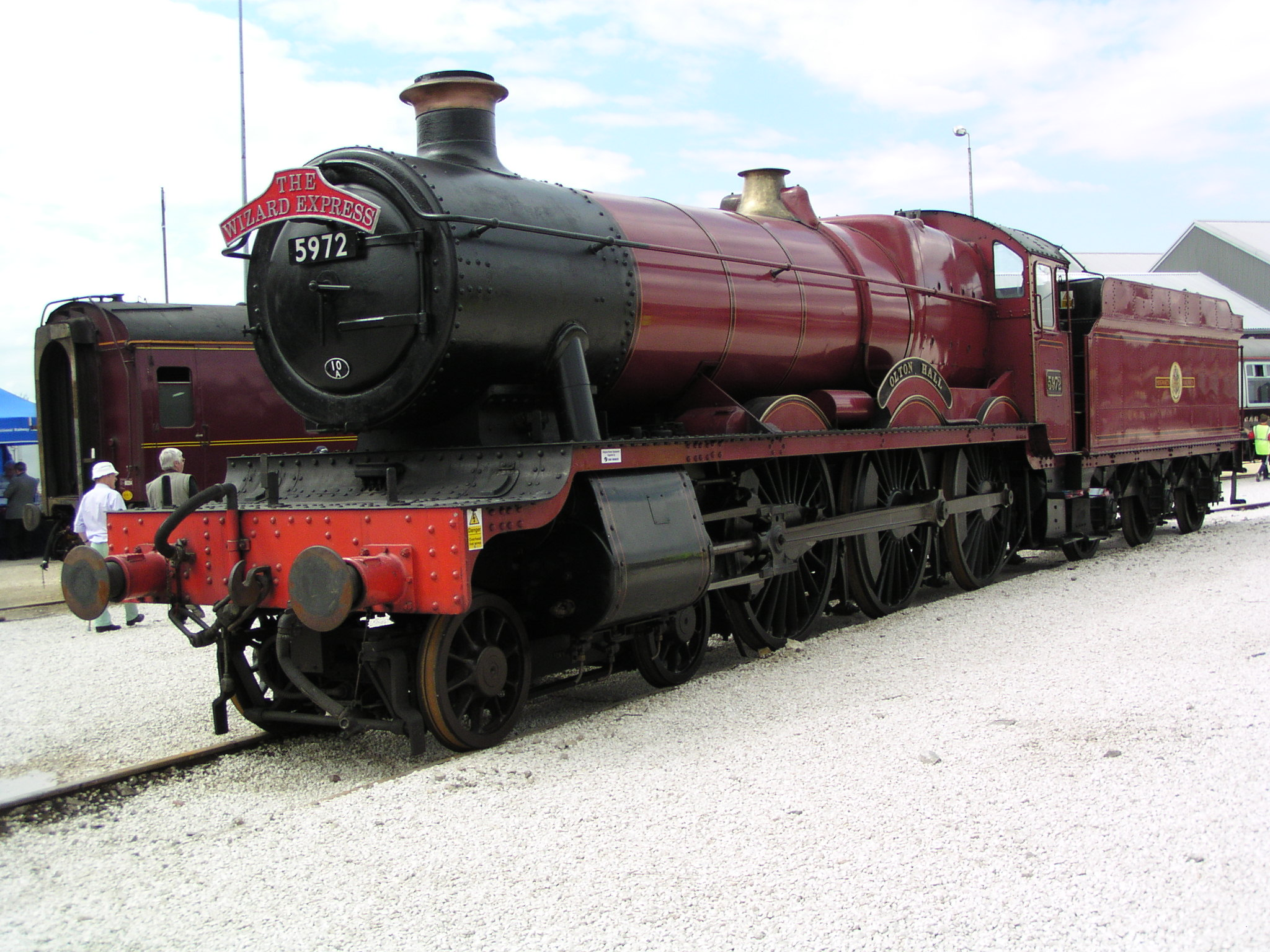
Locomotiva do Expresso de Hogwarts utilizada no filme.

Em 1999, Rowling vendeu os direitos cinematográficos dos primeiros quatro livros de Harry Potter para a Warner Bros. por um milhão de libras. A autora exigiu que o elenco principal fosse de nacionalidade britânica, mas foi permitida a participação de alguns atores irlandeses, como o falecido Richard Harris, que retratou Alvo Dumbledore nos dois primeiros filmes da franquia. Os principais papéis do elenco pertenceram a Daniel Radcliffe, Rupert Grint e Emma Watson, os quais interpretam Harry, Rony e Hermione, respectivamente. Richard Harris, Robbie Coltrane, Alan Rickman, Maggie Smith e Tom Felton interpretam os papéis de Dumbledore, Hagrid, Snape, McGonagall e Draco Malfoy, nessa ordem.
Nas fases iniciais do projeto, Steven Spielberg foi convidado para assumir a direção do filme, porém o mesmo rejeitou a oferta e o diretor Chris Columbus foi escolhido. A produção foi liderada por David Heyman e o roteiro foi escrito pelo estadunidense Steve Kloves. As filmagens começaram em 29 de setembro de 2000 nos estúdios Leavesden, e terminaram em julho do ano seguinte. A estreia nos cinemas ocorreu mundialmente em 4 de novembro de 2001 e arrecadou 33,3 milhões de dólares nos Estados Unidos logo no primeiro dia, quebrando recordes de bilheteria. A receita total do filme foi de 974 755 371 dólares em todo o mundo; consequentemente, tornou-se o segundo filme com mais bilheteria da história na época. O longa manteve-se no ranking de dez filmes de maior bilheteria até 2010; no entanto, é o segundo na listagem dos filmes da série, estando abaixo somente do oitavo filme, Harry Potter e as Relíquias da Morte - Parte 2, estreado em julho de 2011, que levantou mais de 1,3 bilhões de dólares em todo o mundo. Além disso, a película recebeu três indicações para o Oscar nas categorias de Melhor Trilha Sonora, Melhor Figurino e Melhor Desenho de Produção.

### Jogos eletrônicos
Livremente baseados no romance, os jogos foram lançados entre 2001 e 2003, geralmente sob título estadunidense, Harry Potter and the Sorcerer's Stone. A maioria deles foram distribuídos pela empresa Electronic Arts, porém produzidos por empresas diferentes.
A Electronic Arts distribuiu e lançou o jogo para as plataformas PC (com o sistema operacional Microsoft Windows), Game Boy Color, Game Boy Advance, e para Play Station em 2001. No ano subsequente, a Aspyr Media lançou-o para o Mac OS 9. Em 2003, o jogo eletrônico foi lançado (novamente pela EA) para consoles GameCube, PlayStation 2, e Xbox.
| Desenvolvedor | Data de lançamento      | Plataforma        | Gênero                 | Game Rankings | Metacritic | Notas                        |
| ------------- | ----------------------- | ----------------- | ---------------------- | ------------- | ---------- | ---------------------------- |
| KnowWonder    | 15 de novembro de 2001  | Microsoft Windows | Aventura/quebra-cabeça | 67.35%        | 65/100     |                              |
| Argonaut      | 15 de novembro de 2001  | PlayStation       | Ação-aventura          | 66.98%        | 64/100     |                              |
| Griptonite    | 15 de novembro de 2001  | Game Boy Color    | Role-playing game      | 73%           | —          |                              |
| Griptonite    | 15 de novembro de 2001  | Game Boy Advance  | Aventura/quebra-cabeça | 68.37%        | 64/100     |                              |
| Aspyr         | 28 de fevereiro de 2002 | Mac OS X          | Aventura/quebra-cabeça | —             | —          | Portado da versão do Windows |
| Warthog       | 9 de dezembro de 2003   | GameCube          | Ação-aventura          | 63.31%        | 62/100     |                              |
| Warthog       | 9 de dezembro de 2003   | PlayStation 2     | Ação-aventura          | 57.90%        | 56/100     |                              |
| Warthog       | 9 de dezembro de 2003   | Xbox              | Ação-aventura          | 61.82%        | 59/100     |                              |

### Audiolivro
Assim como todos os romances da série, o livro foi publicado no formato de audiolivro em sua língua original. Ele foi lançado por volta do ano 2002 e contou com a voz do ator Stephen Fry na versão britânica, ao passo que na versão americana a história foi contada por Jim Dale.
Em 2013, foi comercializada uma edição em português brasileiro do romance, que teve duração total de oito horas e 50 minutos e contou com o trabalho de Jorge Rebelo. Foram lançados audiolivros somente para o primeiro e o segundo livro nessa versão do português.

### Série
No dia 12 de abril de 2023, a Warner Bros. anunciou uma série de Harry Potter exclusiva da HBO Max. O objetivo é fazer uma adaptação mais fiel aos livros. O lançamento está previsto para entre o final de 2025 e o início de 2026.